# Ekonomika Seychel
Ekonomika Seychel je vysoce závislá na službách a cestovním ruchu. Oproti okolním africkým státům se jedná o relativně vyspělou zemi. Na ekonomice se poměrně významně podílí i rybolov, Seychely jsou také jedním z předních světových zpracovatelů ryb, zejména tuňáka. Mezi hlavní vývozní artikly patří kopra, kokosové vlákno nebo skořice. Zemědělství má minimální podíl na HDP a zaměstnává pouze zlomek celkové populace - mezi nejčastěji kultivované zemědělské plodiny patří např. batáty nebo vanilka.

## Vývoj ekonomiky

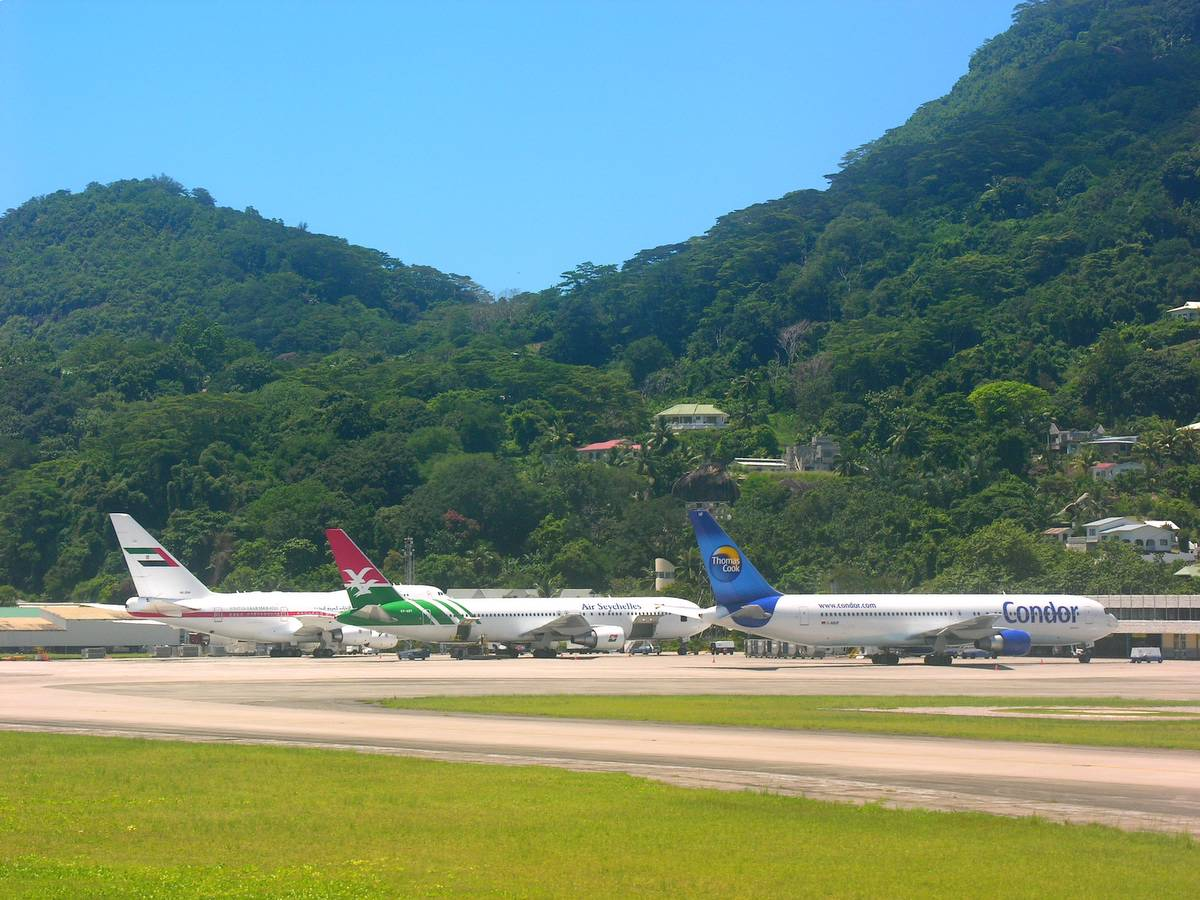
Seychelles, Mahé Island

První trvalé osídlení na Seychelách zřídili Francouzi v 18. století - následkem napoleonských válek však roku 1814 toto souostroví získala Velká Británie. Historicky byly Seychely plantážní kolonií závislou na otrocké pracovní síle, i když se po zákazu otroctví v roce 1833 muselo zdejší zemědělství specializovat na pěstování méně náročných plodin (například vanilky, kokosu, nebo skořice). Roku 1976 získaly Seychely nezávislost, po níž následovalo období ekonomického rozvoje, zejména vlivem rapidního boomu v oblasti turistických služeb. Velmi rychlým rozvojem prošel i komerční rybolov, který je dnes jedním z hlavních příjmů Seychelské ekonomiky. Novodobé snažení seychelské vlády cílí na diverzifikaci ekonomické činnosti za účelem omezení závislosti na cestovním ruchu.

## Současná ekonomika

### Zemědělství
Zemědělská produkce má na národní úrovni Seychel minimální význam. Na celém souostroví je relativně malá plocha obdělávatelné půdy, která sama o sobě není příliš úrodná. I přes snahu seychelské vlády o posílení zemědělské základny, Seychely i nadále importují až 90 % veškeré zkonzumované potravy. Pěstuje se zde vanilka, skořice, limetky nebo kokos.

### Průmysl
Významným průmyslovým odvětvím je pro Seychely zpracovatelský průmysl - nachází se zde jedna z největších konzerváren světa. Konzervy tuňáka patří mezi hlavní exportní plodiny. Také se zde ve velkém zpracovává kokos - exportuje se kokosové vlákno i kopra. Finančním zdrojem je i reexport ropných produktů.

### Služby
Ve službách je zaměstnána největší část pracovní síly (až 30 %), přičemž služby tvoří až čtyři pětiny celkového HDP. Většina služeb je orientovaná na cestovní ruch, který se v zemi rozvíjí od otevření mezinárodního letiště v roce 1971. Vzhledem k výrazné ekonomické závislosti Seychel na turismu byla její ekonomika zvlášť zasažena dopady koronavirové krize, jejímž následkem byla drasticky omezena volnost turistického pohybu. Na rok 2020 je zde odhadován schodek národního rozpočtu HDP 15,9 % - zdejší vláda doufá v posílený ekonomický růst v roce 2021 díky znovuobnovení turismu. Většina silnic v zemi je asfaltovaná, mezi ostrovy funguje lodní a letecká doprava, avšak neexistuje zde železniční infrastruktura.

### Zahraniční obchod
Seychely jsou závislé na dovozu potravin, strojů, chemikálií, léků, ropných produktů a jiných výrobků. Import jednoznačně převažuje nad exportem, přičemž tento negativní jev vyvažují především zisky z cestovního ruchu. Mezi hlavní obchodní partnery patří Spojené arabské emiráty, Francie, Španělsko, Jihoafrická republika či Spojené království.